# Kontrolor Škrobar
Kontrolor Škrobar je roman Alojza Kraigherja iz leta 1914. 

## Vsebina
Uradnik Arnošt Škrobar v dnevniku opisuje del svojega življenja. Pri 33-ih letih je bil imenovan za davčnega kontrolorja pri Sveti Jedrti v Slovenskih goricah, kjer je imelo slovensko prebivalstvo zaradi ponemčevanja velike težave. Škrobar se v narodno-politični boj ni želel vpletati, ampak se je kot nepoboljšljivi ženskar raje posvečal lastni zabavi. Z dolgoletno ljubico Franico Polič ima nezakonsko hčer Tinko, v Celju pa ima še nezakonskega sina Ernesta. Pri Sveti Jedrti so se Slovenci, razdvojeni na narodnjake in nemškutarje, zbirali v krčmi Pri Seljaku, kjer so imeli svoj narodni dom. Škrobarja je narodno zavedni odvetnik dr. Ivan Žižek spoznal z učiteljem Jakobom Belno, pri katerem se je nastanil in zapletel v razmerje z njegovo ženo Berto. Zagledal se je tudi v nemškutarsko trgovko Filipino Straus, ki jo je skušal zapeljati. Nad tem so bili navdušeni Slovenci, saj so upali, da jo bo pridobil za slovenstvo, saj so se pripravljali na občinske volitve, na katerih so potrebovali čim več glasov. Škrobar je bil priljubljen pri trški gospodi, dokler ni izvedela za njegovo hčer Tinko, zaradi katere ga je nekdanja ljubica Fanika tožila. Seznanil se je tudi z učiteljico Miliko Ljubec iz sosednjega Svetega Ambroža, v katero je nesrečno zaljubljen učitelj Bratko. Še bolj kot nad njo se je pri Mariji Pomočnici v Gradišču navdušil nad Tiliko Šalamun, edinko gostilničarja. Z njo se je želel poročiti, a je Tilika zbolela in s teto odpotovala na zdravljenje. Obupanega Škrobarja je tolažila Filipina, ki mu je pomagala pri tožbi s Faniko, saj ji je plačala odpravnino, kasneje pa je izplačala še njegovega sina. Kasneje je z njim zanosila, zato sta se zaročila. V trgu so potekale priprave na volitve, ki so prinesle velik pritisk na Škrobarja. Ker je na volitvah glasoval za nemško stran, so ga po volitvah Slovenci pretepli, zato se je umaknil iz njihove družbe. Dnevniške zapise je končal s smrtjo Tilike, ki ga je zelo pretresla. Poročil se je s Filipino, začel popivati, po rojstvu mu je umrl sin, svoje delo pa je opravljal vedno bolj malomarno. Nekega večera je zaradi strela umrl v gostilni.

## Vir in literatura
- Alojz Kraigher. Kontrolor Škrobar. Roman. Maribor: Založba Obzorja, 1973.
- Zarika Snoj Verbovšek. Kontrolor Škrobar (1914). V: Tomo Virk. 500 romanov. Kratke vsebine romanov iz slovenske in svetovne književnosti. Ljubljana: Mladinska knjiga, 2009. 314–315.